# ZTE 73 und 74
Die meterspurigen Dampflokomotiven ZTE 73 und 74 wurden von der Lokomotivfabrik Krauss & Comp. für das Badische Eisenbahn-Konsortium als Eigentümer der Zell-Todtnauer Lokalbahn (ZT) gebaut. Sie wurden 1889 mit der Eröffnung der Strecke in Dienst gestellt. Die Lokomotive 74 war bis zur Betriebseinstellung über 70 Jahre lang im Einsatz und ist als Ausstellungsstück im Eisenbahnmuseum Bochum erhalten. 

## Geschichte und Einsatz
Die Lokomotiven wurden von dem Badischen Eisenbahn-Konsortium, an dem Herrmann Bachstein beteiligt war, bestellt und versahen den Betrieb ab der Eröffnung auf der Bahnstrecke Zell–Todtnau. Am 1. April 1897 ging die Bahn auf die Süddeutsche Eisenbahn-Gesellschaft (SEG) über. Ab diesem Zeitpunkt wurden die Lokomotiven als SEG 73 und 74 bezeichnet.
Zur Anfangszeit genügten die beiden Lokomotiven für den gesamten Verkehr. Als die Zuglasten stiegen, wurden sie ab Ende der 1890er Jahre nur noch im Personenverkehr eingesetzt. Die Zuglasten wurden auf dem Abschnitt Zell–Schönau mit 24 Achsen, auf dem Abschnitt Schönau–Todtnau mit 14 Achsen bei einer Geschwindigkeit von 20 km/h angegeben.
1910 verunglückte die Lokomotive SEG 73 bei einem Schneeräumeinsatz, als sie entgleiste und in die Wiese stürzte. Bei der Reparatur, die fast ein Jahr dauerte, veränderte sich das Aussehen der Lokomotive. So erhielt das ursprünglich offene Führerhaus Türen. Die SEG 73 musste 1940 zum Kriegsdienst abgegeben werden und kehrte danach nicht wieder auf ihre Stammstrecke zurück.
So fuhr ab dem Zweiten Weltkrieg nur noch die SEG 74 auf der Strecke. Anfang der 1950er Jahre hatte sie an einem unbeschrankten Bahnübergang einen Zusammenstoß mit einem Lastkraftwagen.

## MEG 74
Ab 1. Januar 1953 gehörte die Strecke zur Mittelbadischen Eisenbahn-Gesellschaft (MEG), die Lokomotive erhielt die Betriebsnummer MEG 74.
Nach Indienststellung des Triebwagens MEG T 15 1955 führte sie nur noch aushilfsweise Personenzüge oder war für Sonderdienste zuständig.

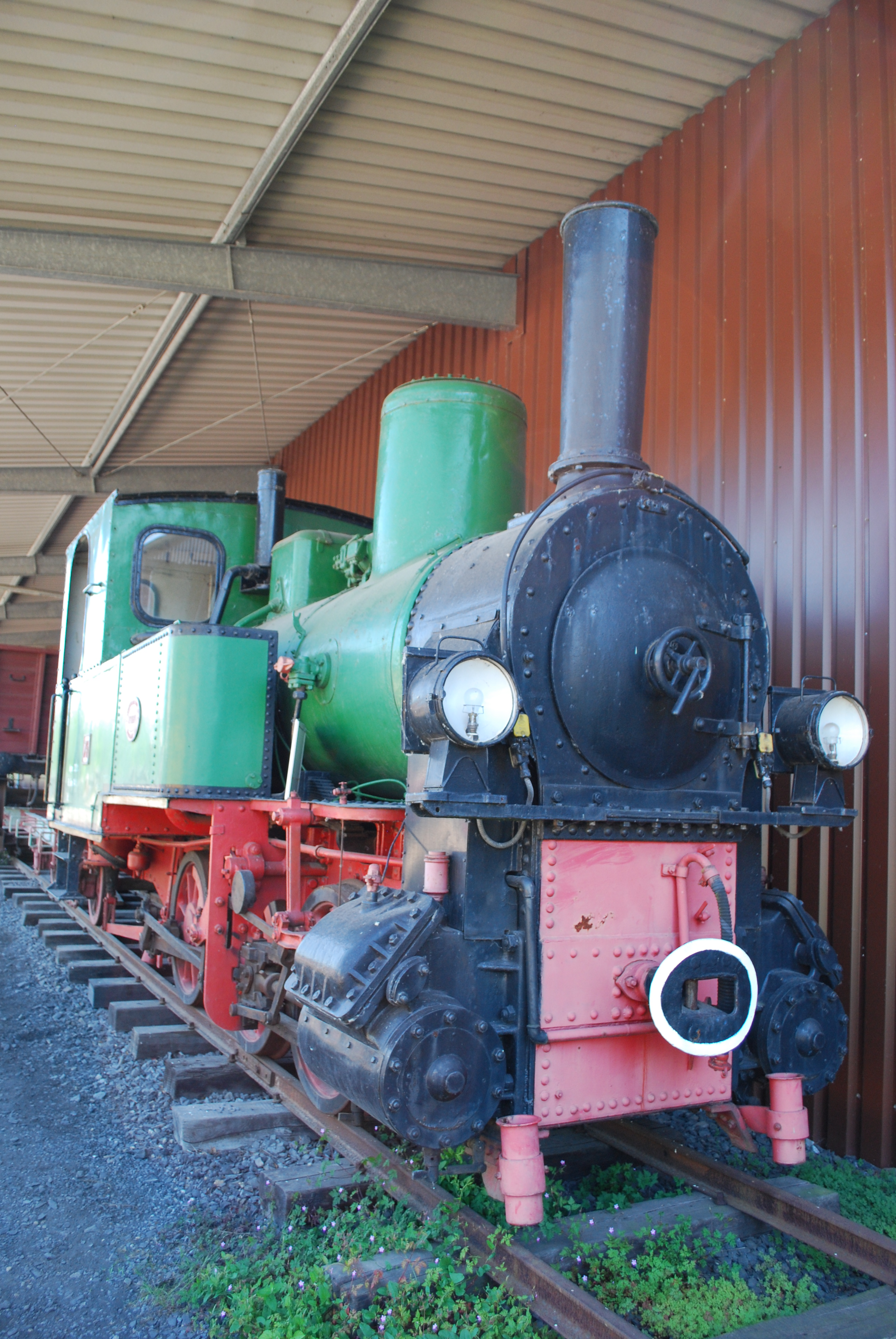
Lok 74 der SEG / MEG im Eisenbahnmuseum Bochum

Bei Einstellung der Strecke 1967 war die Lok noch vorhanden und wurde an die Deutsche Gesellschaft für Eisenbahngeschichte verkauft und zuerst im DGEG-Eisenbahnmuseum Neustadt/Weinstraße ausgestellt. 1972 wurde sie im damals neu eröffneten Schmalspurmuseum in Viernheim untergebracht. 1989, nach der Schließung des Viernheimer Museums, wurde die Lok auf einem Straßentieflader nach Bruchhausen-Vilsen transportiert und eingelagert, ein Verkauf an den Deutschen Eisenbahn-Verein kam allerdings nicht zustande. Die Lok wurde daraufhin an das Eisenbahnmuseum Bochum weitergegeben. Sie ist dort im Freigelände unter einem Dach ausgestellt.

## Technik
Die Lokomotive besitzt einen Innenrahmen mit in den Rahmenwangen eingenietetem Wasserkasten sowie beidseitig vom Kessel zwei kleinere äußere Wasserkästen. Links vor dem Führerhaus ist ein Kohlenkasten für 1 m³ Brennstoff vorhanden. Der eiserne Kessel besitzt eine kupferne Feuerbüchse. Die Stehbolzen sind im unteren Bereich ebenfalls aus Kupfer, die beiden obersten Reihen sind aus Eisen. Die Räder der Lok sind schmiedeeiserne Speichenräder. Achsen, Bandagen, Kolbenstangen, Kreuzkopf und Federn der Lok sind aus Stahl bester Qualität, während sämtliche Bolzen des Steuerungsmechanismus und die Kurbelzapfen aus Feinkorneisen hergestellt sind.
Die Lokomotive besitzt eine Allan-Steuerung. Die Flachschieber sitzen schräg auf dem Dampfzylinder. Als Neubau hatte sie einen Kobelschornstein, ein auf dem offenen Führerhaus angeordnetes Läutewerk und eine Petroleum-Beleuchtung. Bei späteren Umbauten erhielt das Führerhaus Türen, der Kobelschornstein wurde durch einen Einheitsschornstein ersetzt, das Läutewerk hinter dem Schornstein platziert und eine elektrische Beleuchtung eingebaut. Die Lichtmaschine dafür erhielt ihren Platz auf dem Kesselscheitel zwischen Dampf- und Sanddom. 